# Epiescleritis
La epiescleritis es una enfermedad del ojo, generalmente benigna, que consiste en la inflamación de una estructura membranosa situada en la porción anterior del globo ocular que se llama epiesclera y es en realidad la porción más superficial de la esclera o esclerótica (el blanco del ojo). 
Los síntomas principales son enrojecimiento de la porción anterior del ojo, lagrimeo constante, sensación de irritación y fotofobia. El proceso suele desaparecer en un plazo de entre 7 y 10 días, aunque a veces se producen recurrencias. En el 30% de los casos se asocia a otras enfermedades generales, entre ellas la artritis reumatoide y el lupus eritematoso sistémico.  
Debe diferenciarse de la escleritis que es otra enfermedad ocular que puede tener síntomas parecidos pero suele revestir mayor gravedad.